# ITunes
iTunes（アイチューンズ）は、Appleが開発および配布しているメディアプレーヤーである。

## 概要
2001年1月にMac専用の音楽再生・管理ソフトとしてリリースされ、同年に音楽プレーヤーのiPodが発売されてからはその管理ソフトとしての役割を持つようになった。
2003年にはiTunes Music Store（現iTunes Store）の有料型ダウンロード音楽配信サービスの開始に伴い、iTunes Music Storeへの接続機能が追加され、音楽のダウンロード購入プラットフォームとしての役割も果たすようになった。同年にはWindows向けのアプリケーションソフトの統一を図るため、Windows版もリリースされた。
その後、映画の購入および動画ファイルの再生・管理、Apple Musicにも対応するなど、多数の機能が盛り込まれていった。iPodと同じくiTunesを通じて管理が可能なスマートフォンであるiPhoneが2007年に登場してからは、その普及とともに音楽・映画再生を行わないユーザーにもiTunesが浸透していった。
しかし、あまりに多くの機能を搭載し複雑化した結果、2019年10月のmacOS Catalinaの登場とともにmacOS版iTunesは廃止され、音楽は「ミュージック」に、映画は「TV」に、ポッドキャストは「ポッドキャスト」にといった具合に、各機能は個別の新たなアプリケーションに分割・継承されるに至った。また、iPod・iPhoneの管理機能は「Finder」に移された。
Windows版iTunesも2023年（正式版は翌年）には同様に後継アプリケーションとなる「Apple Music」と「Apple TV」がWindows 10以降向けに登場した。iPod・iPhoneの管理はmacOSとは異なり「Appleデバイス」という専用のアプリケーションで行われるようになった（新しいアプリを使う場合は3つとも全てインストールが必要）。一方、オーディオブックとポッドキャストのための後継アプリケーションは2024年現在も未登場であり、引き続き旧来のiTunesが必要である。

## 主な機能・特徴
主な機能や特徴は以下の通り。特徴的なものについては詳細を後述する。
- 音楽CDからの楽曲の取り込み
  - CCCDはサポートしていないがOSとCDドライブの組合せによっては読み込める場合がある。
- 音楽のプレイリストによる整理
- ジャンルや再生した日時などの条件を設定し、その条件に沿った曲を自動的にリストする「スマートプレイリスト」機能
- 次に再生する曲が分かるランダム再生機能「iTunes DJ」機能。なお、アルバムごとのシャッフルにとどまらず、プレイリスト上、あるいはライブラリ上のすべての曲を対象にシャッフルが可能。なお、このシャッフル機能はしばらく再生していると分かることではあるが、完全なランダムであり、特定の曲が頻繁に再生されたり、特定の曲がまったく再生されなかったりすることもある。iTunes 8.1で、iPhoneおよびiPod touchのRemoteアプリを使って、離れた場所からの選曲（リクエスト）ができるようになるとともに名称を変更。8.1リリース以前の名称は「パーティーシャッフル」。
- 楽曲をCDやDVDへ音楽CD規格、あるいはデータディスク形式としての書き込み機能
- 音楽CDの楽曲情報（メタデータ）を、インターネット上の音楽CDデータベース（CDDB）から自動的に取得する機能
- 曲に関する情報（アーティスト、アルバムなど）をインクリメンタルサーチできる
- デジタルオーディオプレーヤー、iPod・iPhone・iPadへのファイルコピー・自動同期
- ポッドキャストのダウンロード、iTunes Storeでの音楽・ビデオ購入
- ビジュアライザを実行して、リズムに合わせた映像効果を画面に表示する
- 自動でボリュームを平均に近づける「サウンドチェック」機能（音量正規化）
- Bonjourを用いたローカルネットワーク内で他のコンピュータのiTunesの楽曲やビデオを再生する機能（ホームシェアリング）。この機能では、ほかのコンピュータに保存されている音楽ファイルを複製し保存することはできない。また、iOSのミュージックアプリに転送された楽曲を別のiOS機種で再生することもできない。なお、登録できる機器は最大で5台までの制約がある。
※音楽をコピーするには、OS自体のファイル共有機能などを用いてファイルそのものをコピーしiTunesに取り込む必要がある。
- ローカルネットワーク内で、AirTunes搭載のAirMac Express用いた無線LANで音楽を送信し、AirMac Expressへ接続したスピーカーで聴くことができる
- よく使われる多くの音声ファイルの形式（MP3・AAC・WAV・AIFF・Apple Lossless）に対応（Windows版のみWMAからAACやMP3などへの変換機能対応）
- iTunes 7より、曲間を開けずに再生できるギャップレス再生機能に対応。第5世代以降のiPod、第2世代以降のiPod nanoでギャップレス再生が可能
- Windows Live MessengerまたはiChat上に現在自分が再生している音楽を表示可能
- iPhone・iPod touch用アプリケーションを購入・ダウンロードするApp Storeを統合、アプリケーションの転送や管理が可能（v12.7で分離、削除）

### プレイリスト
任意の音楽データをピックアップし、その音楽のみの再生、音楽CDの作成ができる。
静的なプレイリストだけでなく、曲の抽出条件に基づく自動更新が可能なスマートプレイリストをサポートしている。これを利用して、最近追加した音楽を拾い出したりユーザー自身が行った「評価」に基づいて抽出したりして再生することができる。また、あるプレイリストからさらに条件付きで抽出することも可能である。
ユーザーによる楽曲管理は基本的にプレイリストを用いて行うようになっている。これは、ひとつの音楽をいろいろな角度から拾い出すことができるなどの利点がある。

### Genius
Geniusは、iTunes8.0から導入されたプレイリスト自動生成機能である。Geniusはある1曲をベース曲に選び、選ばれたベース曲と相性の合う曲をプレイリストとして選び出す。リストアップする曲数の上限は25・50・75・100曲の4段階から選択できる。Geniusは曲の選別の際に、Geniusを使う個々のユーザーのiTunesライブラリをApple側で統計的に分析したデータベースと、Appleでライブラリを分析したあとに返ってくる個々のユーザーの曲関連性データを用いる。そのため、Geniusを使う際には、ライブラリの情報がApple側へ送信されることに同意する必要がある。さらに、Geniusでプレイリストを作成する際には、選択したベース曲の情報がApple側のデータベースに登録されていることが必須となるため、登録されていない曲でGeniusを使用することはできない。また、関連性データはiPodにも同期されるため、iPhone/iPod touch・第四世代iPod nano・第二世代iPod classic上でもGeniusを使うことが可能である。
2008年9月に始まったばかりのサービスであるため、まだGeniusに対応していない曲も多い。

### 操作インタフェース
楽曲ファイルに関するメタデータをデータベースの形に蓄積して一元的に管理している。これによって、曲名、アーティスト、アルバム、ジャンル、（ユーザーがつけた）点数などの多数の要素で多角的に検索/絞り込みすることができる。また、音楽CDの読み込みからお気に入りの編集、携帯プレイヤーへの転送やオリジナルCDの作成などを一貫して行うことも可能としている。
iTunesの音楽ライブラリのインタフェースは、NEXTSTEP・macOSのファイルブラウザにおけるカラム表示を音楽データの管理に特化し、メタデータの概念を加えたものということができる。最初にリリースされた2001年当時には過去に例のない洗練されたユーザインタフェースであり、他の音楽管理ソフトにも大きな影響を与えた。AppleもiPhotoをはじめとしたiLifeにiTunes風のデータ管理方式を採用し、macOSのFinderもバージョンアップのたびにiTunesライクなインタフェースを取り込んでおり、メタデータに関してはSpotlightにおいて参照される。

### 音楽ライブラリ
iTunesではオーディオ・ファイルについてのメタデータを2つのファイルで蓄積する。このiTunesライブラリはmacOSの場合オプションキー、Windowsの場合はShiftキーを押しながら起動することで、自由に選択できる（iLifeソフトウェア共通の仕様）。iTunesライブラリは管理だけでなく、オブジェクトシリアライゼーションのためにも用いられ、それらの情報を外部アプリケーションで柔軟に参照できる。
1つ目は、iTunes Libraryと呼ばれるバイナリファイルである。これは、以前のバージョンではiTunes X Music Libraryと呼ばれていた（Xはバージョンを示す数字）。ID3タグのような、音声形式ファイルのタグからアーティストやジャンルといった情報をキャッシュするとともに、曲ごとの再生回数やレートといったiTunes独自に持つ情報が収められている。
2つ目のファイルはiTunes Music Library.xmlと呼ばれる、XML形式で書かれたファイルである。iTunesの情報が変更されるたびにこのファイルが更新される。このファイルがあることで、iTunesの情報を利用するアプリケーションをデベロッパが簡単に作成できる。macOSではシステム全般の設定ファイル（拡張子 .plist）としてのコーディングにXML（10.4からデフォルトはバイナリとなっている）が使用されており、iTunesにおいても最適化されているが、Windows系OSでは最適化されていないため、ライブラリが膨大になればなるほどiTunesの起動に時間がかかる。Windowsでは一般にレジストリが使用される。これらはNextSTEPからの遺産であるプロパティリストの一つの姿である。
iTunesではソフトウェアがファイルの保存場所や構成をデータベースの形で一元的に管理することで、曲名、アーティスト、アルバム、ジャンル、（ユーザがつけた）点数などの多数の要素で双方向的に検索/絞り込みすることができ、音楽CDの読み込みからお気に入りの編集、携帯プレイヤーへの転送やオリジナルCDの作成などを一貫して行うことができる。
また楽曲の開始・終了時間をミリ秒単位で指定したり、1曲ごとの音量調整・イコライザプリセットなどをiTunes独自に指定したりすることが可能である。これらの情報は楽曲ファイル自体には保存されない。
楽曲のプロパティからは、楽曲ごとに歌詞を挿入することもできる。

### インターネットラジオ
iTunes 1.0はKerbango Internet Radio Tuner Serviceをサポートし、ユーザに人気のあるオンラインラジオストリームを提供していたが、Kerbangoが2001年に運営を終了すると、Appleは独自のウェブ・ラジオ・サービスを立ち上げた。2005年7月、iTunesラジオ・サービスは約200〜300の"ラジオ局"（ビットレートの異なる同一放送を含むと総計400局以上）に対応し、多くがMP3ストリーミング形式になった。

### 利用可能なファイル形式
iTunesはバージョン10現在、MP3、AIFF、WAV、AAC、HE-AAC（バージョン9.0.0.70以降でサポート）、およびApple Lossless形式のオーディオファイルを扱い、エンコードすることができる。このほか、Audibleオーディオブックなどの再生も可能である。動画は、MPEG-4とH.264形式に対応している。
また、iTunesはQuickTimeをコア（macOSのマルチメディアのコアでもある）としているため、Ogg Vorbisオーディオ形式など、QuickTimeが標準でサポートしない形式のファイルの再生は、対応するQuickTimeコンポーネントを追加することで可能になる。ただしiTunesへインポートできるファイルの拡張子は.m4a .m4v .aac .mpg .mov .mp4 .wav .aiff (.aif)に限定されているため、左記の拡張子で一般に用いられないコーデックを用いたファイル (.flacなど) は、あらかじめ任意のQuickTimeコンテナなどに格納する必要がある。QuickTimeで再生できれば中身のコーデックの種類は問わない。
Windows版は、保護されていないWMAファイルを他のオーディオ形式へ自動的に変換できるが、WMAファイルを直接再生することはできない。また、WMA形式へのエンコードもサポートしていない。

### 音楽共有
iTunes Libraryの共有はLAN内プロトコルBonjourによるゼロ・コンフィギュレーションネットワーク上で稼働する。このプロトコルはLAN内のMac同士を容易に発見し接続できる（BonjourはmacOSの機能であるが、AppleによりBonjour for Windowsが用意されておりWindowsでも利用可能である）。
iTunes 4より追加された。当初と現在の実装内容は趣を異にする。

### ホームシェアリング
2009年9月、iTunes 9.0より新たに追加された機能。家庭内の最大5台までのPCで iTunesのメディアライブラリを共有できる。機器はMacだけでなくWindows PCやiPhone、iPad、Apple TVに対応。
主な機能は、iPhoneやiPadのRemoteアプリにてiTunesの操作、iPhoneやiPadのミュージックアプリを使用してiTunes内のライブラリの再生などのさまざまな機能を持っており、AirPlayと兼用することも可能である。
注意点としては使用時にiTunesを立ち上げる必要があり、iTunes上で表示される4桁の番号を別の機器に入力する必要がある。ホームシェアリングの使用にはApple Accountの登録が必須。

### ビデオ
2005年5月、iTunes 4.8でビデオサポートが導入された。iTunesのビデオ・サポートはiTunesのバージョンが7に入ってから一気に変更され、独自の表示が作られ、サムネイルが表示されるようになった。今のところQuickTime Proで書き出したMPEG-4形式、QuickTime形式（拡張子は.mov）と、MPEG-1形式（iPodに出力する場合制限あり）、WMV形式のファイル（Windows版iTunesのみ）を扱うことが出来る。

### プラグイン
iTunesはビジュアライザや外部装置のプラグインをサポートしている。Appleのウェブサイトより、ビジュアライザ向けプラグインの開発キット（Mac向け Windows向け）を無料でダウンロードできる。外部装置のプラグインはデジタル音楽プレイヤーのための開発が前提とされている。

### ポッドキャスト
インターネットラジオ放送の番組などを、iPodで手軽に楽しめるようにしたものがポッドキャストである。バージョン4.9のリリースの際にiTunesにポッドキャスティング向けのサポートが追加された。バージョン6以降にはビデオポッドキャストに対応し、ビデオ再生機能が付加されたiPodと共有できるようになった。ユーザはiTunes Storeに登録されているポッドキャストを選択すること、または配信者が提示するバナーをiTunesにドラッグ・アンド・ドロップしたり、URLをiTunesに入力することによってポッドキャストを購読できる。Appleは"公式"ポッドキャストとして、Podfinder（Adam Curryとともに）、iTunes New Music Tuesday、Apple Quarterly Earnings Callの3つを運営している。

### iPodや他のプレイヤーとの同期
iTunesはiPodや他のデジタルオーディオプレーヤーが接続されるごとにそのプレイヤー内の楽曲とiTunesのライブラリ内の楽曲を自動的に同期できる。また、この自動同期機能は設定を変更することにより無効にすることができ、その場合は手動で曲やプレイリストをコピーすることになる。
アメリカ国内流通向けのiPodは、最初にiPodを自分のコンピュータに接続したときにiTunes Storeへ自動的にアクセスするようになっている。このページは現在アルバム全体またはインディーズの曲のどちらかがダウンロードできるLavaおよびアトランティック・レコードからの無料アルバムサンプルを提供している。Universal Recordsからのアルバムサンプルに先立って入手でき、ウェブの特別リンクからアクセスできる。
iTunesは、iPod以外の多くの他の人気のある携帯型音楽プレイヤーもサポートしているが、iTunes Storeの商品である保護されたAAC音声ファイルの再生ができないことなどのいくつかの制限がある。サポートしているプレイヤーは、多くの Creative Labs社製Nomadプレイヤー、いくつかのRio Audio社製プレイヤー、およびNakamichi SoundSpace 2である。モトローラ社製の携帯電話（RAZR V3i、ROKR E1、SLVR L7）も利用できる。他のメーカも追加プラグインによって同期を可能としている。
また、競合製品であるウォークマンも2009年10月に発売されるAシリーズとSシリーズが独自のソフトと並行してiTunesに対応するようになった（ライブラリからのドラッグ・アンド・ドロップによる転送にのみ対応し、直接転送はできない）。
iTunes 7.1より、AppleのネットワークメディアプレイヤーApple TVとの連携機能が追加された。
2009年に米国で発売されたスマートフォンのPalm Preは、USBのベンダーIDを偽装することによってAppleに無断でiTunesでの転送に対応した。Appleはこれを問題視し、iTunesのアップデートによってPalm Preとの同期を無効にしている。

### パソコンとの同期
iPod touchなどをカレンダー、連絡先、メモ機能などがあるPDAとして利用する人も増え、WindowsパソコンのOutlookにある予定表、連絡先、メモ機能と同期も行える。これにはiPodをパソコンにつなげた状態で、画面左側の「デバイス」を軽くタッチして出てくる画面の上方にある「情報」で細かく指定ができ、たとえばカレンダーは何日以内のみを同期するかなどが選べる。

### iTunes Store
iTunes 4からは、ユーザが音楽データを購入して（一部無料のものもある）iTunes上に直接ダウンロードできる iTunes Music Store を導入した。2003年4月のサービス開始以来、10億曲以上がダウンロードされ、2005年10月13日には、TV番組（米国のみ）やミュージックビデオといった動画の販売を開始した。2004年、ウェビー賞を受賞。
日本国内向けのサービスは2005年8月4日より、アイチューンズ株式会社（米Appleの子会社）によって開始された。当初の提供楽曲数は約100万曲。2007年6月時点、日本での提供楽曲数は約400万曲。
2006年9月12日より、iTunes Music StoreはiTunes Storeと改称し、TV番組やMVなどを640×480の解像度で配信、さらに映画の配信を始めた。
iTunes 7.2より、英国EMI社のデジタル著作権管理（DRM）なしの楽曲データ購入に対応した。現在ではすべての楽曲がDRMフリーになっている。

### 他のアプリケーションとの統合
macOS上で、iTunesはアプリケーションのApple製iWorkおよびiLifeとの統合が考えられており、プレイリストおよび音楽が内部に蓄えられるアクセスを認められる、直接iTunes Libraryを横断できる。 iTunesからの音楽ファイルはPagesの書類に直接埋め込まれiDVD、iMovieおよびKeynote作品向けに楽譜を提供することができる。加えて、Appleの音楽制作プログラムであるGarageBandから書き出された音楽は、ユーザのiTunesのミュージックライブラリに自動的に追加される。

### iTunes Phone
2005年9月7日、モトローラの携帯電話「ROKR E1」との連携が可能となり、iTunes Storeで購入した音楽をUSBケーブル経由でこの携帯電話に転送して聞くことができるiTunes Phoneを発表した。Cingularに対し2年契約、249ドルを支払うことによりこの携帯電話を利用することができる。そのため、日本では利用することはできない。また、同じモトローラからiTunes Phone第2弾のRAZR V3i、第3弾のSLVR L7がリリースされた。
これらiTunes Phoneは、microSDカードの空き容量にかかわらず最大転送曲数は100曲までという制約がついている。

### iPhone/iPad
バージョン7.3からiPhoneに対応し、バージョン9.1からiPadにも対応。iPhoneおよびiPadのアクティベートおよび音楽、写真、テレビ番組、ムービーなどの同期やバックアップツールとして使われる。

## iTunesの各バージョン
iTunesはもともとCasady & Greeneによって販売されていたMP3アプリケーションSoundJam MPであった。AppleはSoundJam MPソフトウェアの権利を購入、開発元のサウンドステップ社から3人のプログラマを雇用した。iTunesの最初のリリースではCD書込を加え、インタフェースを模様替えした程度のものだったが、バージョンアップごとに改良し、多くの意味のある特徴を加えてきた（resume機能は意図的に外されている）。

### Mac OS 9及びMac OS X

#### バージョン 1（2001年）
最初にリリースされたバージョンである。このバージョンでは、純粋なジュークボックスソフトにすぎなかった。
- 1.0 - 2001年1月9日
  - 初リリース
- 1.1 - 2001年2月21日
  - 外部書き込みをサポート
  - ビジュアル・エフェクト生成プログラムの改良
  - 多くの書き込みをサポート

#### バージョン 2（2001年 - 2002年）
初めてiPodをサポートした。このバージョンでは、純粋な楽曲管理・iPodへの転送に特化した形となっている。
- 2.0 - 2001年11月2日
  - iPod サポート
  - イコライザー
  - MP3 CD書き込み
  - クロスフェード
  - サウンド・エンハンサー
  - CD書き込み速度を2倍に
  - UnicodeメタデータおよびID3タグをサポート
- 2.0.2[注 1] - 2001年11月16日
  - フランス語およびドイツ語をサポート
- 2.0.3 - 2001年12月13日
  - チェックされた音楽だけiPodと同期する機能
  - Rio One MP3プレイヤーをサポート
- 2.0.4 - 2002年3月20日
  - 拡張Appleスクリプトをサポート
  - 安定性およびパフォーマンスの改良

### Mac OS X

#### バージョン 3（2002年）
主にiTunesの機能強化が図られた。このバージョン以降はMac OS 9に非対応。
- 3.0 - 2002年7月17日
  - スマートプレイリスト
  - Audible対応
  - サウンドチェック
  - レイティング
  - プレイカウント
  - トラックの結合
  - プレイリストの読み込みと書き出し
- 3.0.1 - 2002年9月18日
  - パフォーマンスの改善
  - Mac OS X v10.2をサポート

#### バージョン 4（2003年）
AACに対応し、「iTunes Music Store」の音楽配信を開始した（アメリカのみ）。このころからiTunesとiPodとの連携強化が図られた。
- 4.0 - 2003年4月28日
  - Music Store
  - 音楽共有
  - AACに対応
  - アルバム・アートワークに対応
  - DVD書込をサポート
  - 検索機能の改善
  - BPM（Beats per minute）欄の追加
- 4.0.1 - 2003年5月27日
  - サブネットワークだけでの音楽共有に対応
  - パフォーマンスの改善

### Mac OS X/OS X/macOS及びWindows

#### バージョン 4（2003年 - 2005年）
初めてWindowsへのインストールに対応し、Windows版ではiPodとの接続にも対応している。このバージョンのみ、Mac版とWindows版のダウンロード方法が異なる。音楽のみならず、iPodへの画像転送やビデオをサポートするなど、機能追加が目立った。
- 4.1 - 2003年10月16日
  - iPodのボイスメモとOn-The-Goプレイリストとの同期
  - 複数CDに書き込む大きなライブラリをサポート
  - Music Storeのリンクのドラッグ・アンド・ドロップ
  - Music StoreにAudiobookが登場
  - Music Storeがもっと進んだ検索機能を備える
  - Music StoreがAllowance機能（毎月決められた額を家族に送金する機能）をサポート
  - Music StoreがGift Certificatesをサポート
- 4.2 - 2003年12月18日
  - Music StoreがAOLアカウントをサポート
  - パフォーマンスの改善
- 4.5[注 2] - 2004年4月28日
  - iMix
  - パーティーシャッフル
  - CDジャケットプリント
  - Music Storeクイックリンク
  - PC内のDRM無しWMAをAACへ自動エンコード機能追加（Windowsのみ）
  - Apple Lossless対応
- 4.6 - 2004年6月9日
  - AirTunesサポート
  - マイナーアップデート
- 4.7 - 2004年10月27日
  - iPod photoへ画像コピーをサポート
  - 重複する曲の表示機能
  - パフォーマンスの改善
  - iPod初期設定が初期設定ウィンドウの一部になる
  - iTunes Music Store上のiMixの名称による検索機能
  - タスクトレイにiTunesを収納する機能（Windowsのみ）
- 4.7.1 - 2005年1月11日
  - iPod shuffleのサポートおよび 「オートフィル」機能
  - サードパーティ製のアプリケーション（PyMusiqueなど）を使ってMusic StoreからDRMを無効とした状態で購入した曲の再生を不可能に
  - ネットワーク経由の共有において、1日に5件までしかライブラリへの接続を認めないように
- 4.8 - 2005年5月9日
  - ビデオをサポート
  - 新しい各国のiTunes Music Store（現iTunes Store）をサポート
  - iPodへコンピュータから連絡先およびカレンダーの転送サポート（Mac OS X v10.4 Tigerのみ）
- 4.9 - 2005年6月28日
  - ポッドキャスティングのサポート

#### バージョン 5（2005年）
初代iPod nano発売と同時にリリースされたバージョンである。UIは刷新され、検索機能は検索欄に一元化された。第5世代iPod発売と同時に次期バージョンが出たため、非常に短いリリース期間であった。また今バージョンからインストーラーが各国語版ではなく統一され、OSの言語に合わせて表示されるようになった。
- 5.0 - 2005年9月7日
  - インターフェースを更新
  - iTunes Phoneをサポート
  - ペアレンタルコントロール機能
  - スマートシャッフル機能
  - プレイリストのフォルダ管理機能
  - 検索機能の強化と高速化
  - 歌詞の記録・表示（iPod上での歌詞表示はiPod nanoと第5世代iPodのみ対応）
  - Windows版もiPodへ連絡先およびカレンダーの転送する機能をサポート（Microsoft Outlookを使用）
  - VBR（可変ビットレート）のAACのエンコードをサポート
  - iTunes Music Storeで購入した音楽がiPodに転送できないなどのトラブルが一部のマシンで発生したと報告された
- 5.0.1 - 2005年9月21日
  - iTunes 5.0で発生した不具合の修正など

#### バージョン 6（2005年 - 2006年）
第5世代iPod発売と同時にリリースされたバージョンである。ビデオ転送をサポートした以外は前バージョンと見た目はほとんど変わっていない。なお、iPodに添付されているCD-ROMは、このバージョンが最後である。
- 6.0 - 2005年10月13日
  - ソース欄にビデオの項目が追加され、iTunes Music Storeで動画を購入することができるようになった
- 6.0.1 - 2005年10月21日
  - iTunes 6.0で発生した不具合の修正など
- 6.0.5 - 2006年6月28日
  - Nike + iPodのワークアウトデータのnikeplus.comとの同期に対応

#### バージョン 7（2006年 - 2008年）
UIが大幅に刷新され、従来のiTunesとは一線を画するほどの機能強化が図られた。このバージョンでは動作不安定や不具合が多く、たびたびアップデートがされた。7.2以降はVistaに対応し、7.4以降は2000に非対応となった。なお、バージョン 7以降はCD-ROMがiPodに添付されておらず、インストールはインターネット経由のみになった。
- 7.0 - 2006年9月12日
  - インターフェースを更新
  - 「iTunes Music Store」から「iTunes Store」に名称変更
  - iTunes Storeにて映画の購入に対応
  - Cover Flow
  - ギャップレス再生に対応
  - 複数ライブラリに対応
  - アルバムアートワークのダウンロードに対応
  - iPodゲーム（iPod 5Gのみ対応）
  - iPodサマリー
  - iPodの管理機能の統合
  - iPodから別のコンピュータへ、逆方向へのシンク
  - iPodの接続や楽曲再生についての不具合が、特にWindowsユーザーから報告されている
- 7.0.1 - 2006年9月27日
  - バージョン 7.0で生じていた問題の修正など
- 7.0.2 - 2006年11月1日
  - 第2世代iPod shuffleをサポート
  - バージョン 7.0および7.0.1で生じていた、パフォーマンスや安全性などの問題を修正
- 7.1 - 2007年3月5日
  - Cover Flow機能を強化・全画面表示に対応
  - 曲名やアーティスト名の並べ替えに使う識別名を設定可能に
  - Apple TVとの連携機能を追加
  - Windows Vistaに対応（正式対応ではない）
- 7.1.1 - 2007年3月16日
  - バージョン7.1での安定性および互換性に関する問題の修正
- 7.2 - 2007年5月30日
  - Windows Vistaに正式対応
  - 「iTunes Plus」と名付けられた高音質DRMフリーサービスにも対応し、楽曲販売も同年5月31日より開始
- 7.3 - 2007年6月29日
  - iPhoneに対応。音楽、テレビ番組、ムービーなどを同期させることが可能
  - Apple TVでデジタル写真のワイヤレス共有が可能
- 7.3.1 - 2007年7月12日
  - バージョン7.3での安定性に関する問題の修正
- 7.3.2 - 2007年8月2日
  - いくつかの不具合修正、安定性とパフォーマンスの改善
- 7.4 - 2007年9月6日
  - 同日に発表された新型のiPod touch、nano、classicに対応
  - Windows 2000への対応を打ち切り（同バージョン以降）
  - リングトーンの編集機能
  - アルバム単位のレーティングが可能になる
  - ストア検索のオートコンプリート機能
- 7.4.1 - 2007年9月10日
  - バージョン7.4での安定性および互換性に関する問題の修正
- 7.4.2 - 2007年9月17日
  - iTunes Plusで購入したDRMフリーの曲をiPhoneで設定する際に発生する不具合を修正
  - バージョン7.4.1での安定性および互換性に関する問題の修正
- 7.4.3 - 2007年9月27日
  - Windows版のみの提供
  - 英語版以外のWindows上でiPod touchが認識されず、ロック解除を行えない問題の修正
- 7.5 - 2007年11月6日
  - iPhoneのアクティベーションに関する変更と新しいゲームをサポート
  - 安定性およびパフォーマンス向上のための問題の修正
- 7.6 - 2008年1月15日
  - iTunes Storeでの映画のレンタルに対応（アメリカ合衆国のみ）
  - iPhone、iPod touchの1.1.3ファームウェアアップデート
- 7.6.1 - 2008年2月21日
  - バージョン7.6での安定性および互換性に関する問題の修正
  - Apple TVソフトウェアのバージョン2.0との互換性の向上
  - インポート時、最終トラックの最後の5秒前後がカットされる重大な不具合がある
- 7.6.2 - 2008年4月2日
  - 安定性とパフォーマンスを改善する問題の修正
- 7.7 - 2008年7月10日
  - 7月11日に発売されるiPhone 3Gに対応
  - App Storeへの対応
- 7.7.1 - 2008年7月31日
  - バグ修正

#### バージョン 8（2008年 - 2009年）
このバージョンでは安定性の向上およびバグ修正をメインとした強化が図られている。しかし、前バージョンと同等かそれ以上に動作不安定になったり、Appleのデバイスの検証に関する問題（iPod接続時の不都合など）があるなど、大幅な改善には至っていない。また8.1より64ビット版が登場。
- 8.0 - 2008年9月9日
  - 同日に発表されたiPod classic（Fall 2008）、第4世代iPod nano、第2世代iPod touchに対応
  - セキュリティアップデート[5]
  - グリッド表示機能搭載
  - Genius機能搭載
- 8.0.1 - 2008年10月3日
  - 安定性の向上およびバグ修正
- 8.0.2 - 2008年11月21日
  - 安定性の向上およびバグ修正
- 8.1 - 2009年3月12日
  - パフォーマンス・レスポンスの向上
  - 前日11日発売の、第3世代iPod shuffleに対応
  - 第3世代iPod shuffleで実装された、音声インタフェース「Voice Over」に対応
  - 「パーティーシャッフル」は「iTunes DJ」に名称が変更
  - 「iTunes DJ」でiPhone/iPod touchリモコンアプリ「Remote」で制限はあるが登録（パスコード）なしでゲストとしてライブラリにアクセスできるようになった
  - デフォルトでiTunes Plusと同じ音質でCDをリッピングできる（iTunes Plus AAC VBR256Kbps 44.100KHz）
  - ムービー/テレビ番組のGeniusサイドバー追加
  - 手動管理しているiPodにもオートフィル提供
  - ペアレンタルコントロールは「iTunes Store」と「iTunes U」を個別に無効化できるようになった
- 8.1.1 - 2009年4月6日
  - HDムービーのレンタルに対応（米国のみ）
  - 「Voice Over」に関する問題の修正
  - iPhoneやiPod touchとの同期の問題の修正
  - その他不具合の修正
- 8.2 - 2009年6月1日
  - 「iPhone OS 3.0」をインストールしたiPhoneおよびiPod touchに対応
  - スタックオーバーフローに起因する脆弱性の修正
  - アクセシビリティに関する多くの点を改善
- 8.2.1 - 2009年7月15日
  - 多くの重要な不具合を修正
  - Appleのデバイスの検証に関する問題を解決

#### バージョン 9（2009年 - 2010年）
UIやiTunes Storeデザインを刷新、特にiTunes Storeはサービス開始以来初めてデザインが大幅に変更されている。新機能として、「iTunes LP」や「ホームシェアリング機能」などが追加され、既存機能では「Genius」が強化された。デザイン変更に伴い、iTunes Store上に表示された曲をプレイリストにドラッグ・アンド・ドロップできないというバグが報告されており、本バージョンではiMix作成が事実上困難になっている。
- 9.0 - 2009年9月10日
  - 同日に発表されたiPod classic（Fall 2009）、第5世代iPod nano、第3世代iPod touchに対応
  - 「iPhone OS 3.1」をインストールしたiPhone、iPod touchに対応
  - HE-AACをサポート
  - ホーム シェアリング
  - Genius Mix
  - iPodおよびiPhoneの同期
  - iTunes U
  - スマートプレイリストの指定条件の細分化が可能に
- 9.0.1 - 2009年9月24日
  - iTunes Storeをブラウズするときの問題を解決
  - iTunesが応答しなくなるパフォーマンスの問題を解決
  - iTunesが突然終了する問題を解決
  - プレイリスト内のPodcastをiPodまたはiPhoneと同期するときの問題を解決
  - 複数のディスクのアルバムを並べ替えるときの問題を解決
  - iPod touchとiPhoneのアプリケーション同期を改善
  - GeniusがGenius Mixを表示するように自動的に更新
- 9.0.2 - 2009年10月30日
  - 「Apple TV 3.0」に対応
  - グリッド表示に暗い背景オプションを追加
  - アクセシビリティへの対応を向上
  - Windows 7に正式対応
- 9.0.3 - 2010年2月2日
  - “購入用パスワードを保存する”の設定内容が無視される問題を修正
  - いくつかのスマートプレイリストおよびPodcastをiPodに同期する際に生じる問題を修正
  - iPod を接続した際の認識に関する問題を修正
  - 安定性とパフォーマンスを向上
  - Genius Mix ライブラリの中から同じテイストの曲を自動的に選択し、再生する機能を追加
  - iPod classic（Fall 2009）、第5世代iPod nano、第3世代iPod touchとの同期に対応
  - HE-AAC エンコーディングと再生機能を追加
  - より簡単なメディアファイルの整理のできる「iTunes Media」フォルダを追加
  - iPodおよびiPhoneの同期iTunes上で直接iPhoneやiPod touchのホーム画面を整理
  - 日本語を含め18か国語に対応
- 9.1 - 2010年3月30日
  - アメリカで2010年4月3日より発売されるタブレット型携帯端末iPadとの同期に対応
  - iPadのiBooksからダウンロードしたブック、iTunesライブラリに追加したブックの整理および同期に対応
  - Genius Mixで、名称変更や並べ替え、削除操作が可能になる
  - 脆弱性の修正
- 9.1.1 - 2010年4月28日
  - VoiceOverの安定性に関するいくつかの問題を修正
  - VoiceOverとGenius Mixのユーザビリティに関する問題を修正
  - 一部の他社製ソフトウェアとの間で起きる、iTunesが予期せずに終了する原因となるコンフリクトの問題を修正
  - 同期中に曲を128kbps AACに変換する際に生じる問題を修正
  - 安定性およびパフォーマンスに関するその他の問題を修正
- 9.2 - 2010年6月17日
  - iOS 4.0をインストールしたiPhoneおよびiPod touchに対応。
  - iOS 4.0及びiBooks 1.1をインストールしたiPhoneおよびiPod touchとのブックの同期・閲覧に対応
  - PDFの整理・同期に対応（要iBooks 1.1）
  - iOS 4.0のアプリのフォルダへの整理が可能になる
  - iOS 4.0をインストールしたiPhone、iPod touchのバックアップを高速化
  - アルバムアートワークの向上で、ライブラリでのアートワーク表示を速くした
  - 脆弱性の修正
- 9.2.1 - 2010年7月19日
  - 項目のドラッグ・アンド・ドロップ時に起きる小さな問題を修正
  - iTunes 9.2で一部のデバイスと初めて同期する際に起きるパフォーマンスに関する問題を修正
  - 暗号化されたバックアップがあるiPhoneまたはiPod touchをiOS 4にアップグレードする際に起きる問題を解決
  - 安定性とパフォーマンスに関するその他の問題を修正

#### バージョン 10（2010年 - 2012年）
このバージョンからプログラムアイコンが変更されたほか、いくつかの新機能が追加された。またMac OS X版はこのバージョンよりMac OS X 10.5以降が必要となり、10.4以前では使用することができなくなった。
- 10.0 - 2010年9月1日
  - 同日発表された第4世代iPod shuffle、第6世代iPod nano、第4世代iPod touchに対応
  - iPhone、iPod touchのiOS 4.1に対応
  - アイコンの変更
  - iTunes Ping機能が追加
  - AirPlay機能が追加
  - デバイスの容量バーの改良
- 10.0.1 - 2010年9月25日
  - 画面にコントロールが表示されているかどうかによってビデオの画質が変わる問題の修正
  - アルバムアートワークを別ウインドウに表示して操作しているときにiTunesが突然終了することがある問題の修正
  - 一部の他社製ビジュアライザのパフォーマンスに影響する問題の修正
  - iTunesライブラリとプレイリストに何も表示されない問題の修正
  - 一部の他社製共有ライブラリとの互換性が維持されない問題の修正
- 10.1 - 2010年11月12日
  - Apple TVへのAirPlayによるストリーミング再生機能を追加
  - iPhone、iPod touch、iPadのiOS 4.2に対応
  - 安定性とパフォーマンスの向上
- 10.1.1 - 2010年12月16日
  - iTunesウインドウのサイズを変更すると、iTunesが予期せず終了する問題の修正
  - iTunesサイドバーを表示した状態でプレイリストを削除すると、iTunesが終了する問題の修正
  - 一部のミュージックビデオをiPod、iPhone、iPadに同期できないことがある問題の修正
  - NVIDIA GeForce 9400/9600搭載のMacで、いくつかのミュージックビデオが再生できない問題の修正
- 10.1.2 - 2011年1月28日
  - CDMA版iPhone 4に対応
  - 安定性とパフォーマンスの向上
- 10.2 - 2011年3月2日
  - iPad 2およびiOS 4.3搭載端末に対応
  - ホームシェアリング機能の強化
  - セキュリティの脆弱性の修正
- 10.2.1 - 2011年3月9日
  - マイナーなバグフィクス
- 10.2.2 - 2011年4月19日
  - iPadとの同期中にiTunesが応答しなくなることがある問題を修正
  - iPhone、iPad、およびiPod touchとの写真の同期に必要以上に時間がかかることがある問題を修正
  - iTunes Storeでのビデオのプレビュー再生中にスキップが生じる問題を修正
  - 安定性とパフォーマンスが向上
- 10.3 - 2011年6月7日
  - 「iTunes in the Cloud」のベータ版を実装
- 10.3.1 - 2011年6月8日
  - 10.3においてiOSデバイスとの同期時に発生する問題を修正
- 10.4 - 2011年7月21日
  - Mac OS X Lionのフルスクリーンアプリケーションに対応
  - OS X Lionの64bit Cocoaアプリとなり、安定性やパフォーマンスが向上
- 10.4.1 - 2011年8月23日
  - 一部他社製キーボードのメディアキーがiTunesで正しく動作しない問題を修正
  - 曲やビデオにアートワークを追加できない問題を修正
  - HD映画購入時にiTunesが応答しなくなる問題を修正
  - Macのスリープ解除時にiTunesが開くまでに時間のかかる問題を修正
  - VoiceOverサポートに関する問題を修正
- 10.5 - 2011年10月11日
  - 「iTunes in the Cloud」に対応（ただし日本はミュージックとビデオに関する機能は利用できない）
  - iOS 5を搭載したデバイスとの同期とWi-Fi同期をサポート
  - Windows版iTunesにおいてのセキュリティに関する問題を修正
    - このバージョン以降QuickTimeが不要となり付属されなくなった（ただし一部の古いメディアファイルの再生時には別途必要）
- 10.5.1 - 2011年11月14日
  - 「iTunes Match」に対応（ただし日本からは利用できない）
- 10.5.2 - 2011年12月12日
  - iTunes Matchの機能を向上
  - プリエンファシス処理されたCDの再生時または読み込み時にオーディオに歪みが発生する問題を修正
- 10.5.3 - 2012年1月19日
  - iBooksテキストブックのiPadへの転送に対応
  - セキュリティに関する問題を修正
- 10.6 - 2012年3月8日
  - iTunes Storeで販売される1080p動画の再生に対応
  - 「iTunes Match」（日本では未対応）について、楽曲のマッチング機能の向上
  - アルバムのアートワークに関する処理の改善、iCloudからの再生時に楽曲がスキップされてしまう問題の修正
- 10.6.1 - 2012年3月28日
  - ビデオを再生中、グリッド表示でアートワークのサイズを変更中、および写真をデバイスに同期中にiTunesが突然終了する問題を修正
  - 一部のiTunesインターフェイス要素がVoiceOverおよびWindowEyesで誤って説明される問題を修正
  - iPod nanoまたはiPod shuffleを同期中にiTunesが応答しなくなる問題を修正
  - Apple TVでiTunesライブラリ内のテレビ番組エピソードをブラウズ中の並び順の問題を修正
- 10.6.3[注 3] - 2012年6月11日
  - iOS 6ベータ版をサポート
  - 安定性に関する問題の修正
- 10.7 - 2012年9月12日
  - 同日発表のiPhone 5、第7世代iPod nano、第5世代iPod touchに対応
  - iPhone、iPod touch、iPadのiOS 6に対応
  - PowerPCの対応を終了

#### バージョン 11（2012年 - 2014年）
UIを大幅に刷新、iTunes Storeやミニプレイヤーのデザインも変更された。新機能として、「次はこちら」、「プレビュー履歴」などが追加され、既存機能ではiCloudとの連携が強化された。バージョン7から搭載されていたCover Flowが廃止され、プログラムアイコンが再び変更された。Mac OS X版はこのバージョンよりMac OS X 10.6.8以降が必要となり、10.6.7以前では使用することができなくなった。Windows版はWindows 8に正式対応した。
- 11.0 - 2012年11月29日
  - デザインの大幅刷新
  - iCloudとの連携強化
  - ライブラリ内で重複している項目を表示する機能の廃止
  - Windows 8 x86 / x64に正式対応
- 11.0.1 - 2012年12月13日
  - ライブラリ内で重複している項目を表示する機能の復活
  - その他不具合の修正、安定性・パフォーマンスの改善
- 11.0.2 - 2013年2月19日
  - 「作曲者」の項目をミュージックに追加
  - 多数の楽曲を含むプレイリストを同期する際のレスポンスの向上、購入した楽曲がiTunesライブラリに表示されない問題の修正
  - 安定性およびパフォーマンスの向上
- 11.0.3 - 2013年5月16日
  - 2項目、計40件の脆弱性の修正
- 11.1 - 2013年9月19日
  - iPhone、iPod touch、iPadのiOS 7に対応
- 11.1.2[注 4] - 2013年10月23日
  - CVE番号ベースで24件の脆弱性を修正
- 11.1.3 - 2013年11月5日
  - イコライザの不具合などを修正
- 11.1.4 - 2014年1月22日
  - iTunesライブラリの表示中にウィッシュリストを表示できる機能を追加
- 11.1.5 - 2014年2月27日
  - デバイス接続時にiTunesが予期せず終了する問題を修正
  - OS X Mavericks上のiBooks for Macとの互換性を改善（Mac版）
  - iTunes Storeでの日本語テキスト入力の問題を修正（Windows版）
- 11.2 - 2014年5月15日
  - 「Podcast ブラウジング」を改善
  - Geniusのアップデート時にiTunesが応答しなくなる問題を修正
  - 全体的なパフォーマンスと安定性を向上
- 11.2.1 - 2014年5月16日
  - Mac版のみ
  - iCloudの設定で「Macを探す」を有効にしていた場合に、「/Users」および「/Users/Shared」ディレクトリが表示されない不具合を修正
- 11.2.2 - 2014年5月28日
  - アップグレード後に一部のPodcastエピソードが突然ダウンロードされる問題を修正
  - 安定性の改善
- 11.3 - 2014年7月11日
  - 「iTunes Extras」の機能を強化
- 11.3.1 - 2014年8月7日
  - 購読済みのPodcastで新しいエピソードがアップデートされない問題を修正
  - Podcastエピソードのリストをブラウズ中にiTunesが応答しなくなる問題を修正
- 11.4 - 2014年9月10日
  - iPhone、iPod touch、iPadのiOS 8に対応

#### バージョン 12（2014年 - 現在）
UIやアイコンなど、デザインを大幅刷新。OS X版では最新バージョンであるOS X Yosemiteに最適化された半透明のデザインを採用している。対応OSはWindows版はXP SP3以降、OS X版はMac OS X 10.7.5以降となる。
12.7以降App管理機能が削除されたため、直前の12.6.2から分岐する形でApp管理機能を残したバージョンが開発者およびビジネスパートナー向けに12.6.3から12.6.5まで配布されていた。
- 12.0.1[注 6] - 2014年10月16日
  - デザインの刷新
  - 「ファミリー共有」の実装
  - プレイリスト編集画面の改善
  - WebKitに存在した複数のメモリ破壊の脆弱性の修正（Windows版）
- 12.1 - 2015年1月30日
  - OS X Yosemiteの通知センターのためのiTunesウィジェットを追加
  - iPhone、iPad、iPod touchとの同期時のパフォーマンスを改善
  - Windows版（Vista以降）は64ビットに完全対応
- 12.1.1 - 2015年2月19日
  - Windows版のみ
  - オーディオ再生が断片化する問題を解決
  - Outlookから、iOSデバイスに連絡先やカレンダーを同期するときの問題を修正
- 12.1.2 - 2015年4月9日
  - 最新のOS Xで新たに搭載された「写真」アプリからiPhoneやiPadなどへの写真同期を改善（Mac版）
  - 「情報を見る」ウインドウにいくつかの改善点を追加
- 12.1.3 - 2015年9月17日
  - Windows XP及びWindows Vista版のみ。配信開始は後述の12.3とほぼ同日
  - 上記2OSにおけるiOS 9デバイスのサポートに対応
- 12.2 - 2015年7月1日
  - このバージョンよりWindows XPおよびWindows Vistaへの対応を終了
  - Apple Musicに対応
  - アイコンデザインも刷新
- 12.2.1 - 2015年7月14日
  - iTunes Matchでマッチされた曲の一部をiTunesがApple Musicに間違えて変更してしまう問題を修正
  - 「Beats 1」の軽微な問題を修正
- 12.2.2 - 2015年8月14日
  - Beats 1のバナーをクリックすると、現在視聴している内容の確認やすべての放送スケジュールを表示できるように改善
  - Apple Musicでフォローしているアーティストの一覧を表示
  - Apple Musicで前のページに戻るとiTunesが元の場所を失う問題の修正
  - アーティストが「マイミュージック」に正しい順序で表示されない問題を修正
  - アクションメニューに表示されるプレイリストがライブラリ内のプレイリストに一致しない問題を修正
- 12.3 - 2015年9月17日
  - iPhone、iPod touch、iPadのiOS 9に対応
  - Mac版はOS X El Capitanに、Windows版はWindows 10に正式対応
  - VoiceOver使用時のApple Musicのアクセシビリティを向上（Mac版）
  - 「次はこちら」の曲順を変更できない問題の修正
  - 「最近再生した項目」に一部のラジオステーションが表示されない問題の修正
  - iOSで「ラブ」を付けた曲がiTunesで「ラブ済み」にならない問題の修正
  - Apple ID（現Apple Account）を守る二要素認証をサポート
- 12.3.1 - 2015年10月21日
  - CVE番号ベースで12件の脆弱性を修正
  - iTunes MatchやApple Musicの使い勝手を改善
- 12.3.2 - 2015年12月11日
  - CVE番号ベースで12件の脆弱性を修正
  - Apple Musicの改善
- 12.3.3 - 2016年3月22日
  - 同日発表されたiPhone SEおよび9.7インチiPad Proに対応
- 12.4 - 2016年5月16日
  - ツールバーにナビゲーションボタンを追加、マイミュージック画面にサイドバーを追加するなど、UIを刷新
- 12.4.1 - 2016年6月3日
  - 12.4で発生していた不具合の解消
- 12.4.2 - 2016年7月18日
  - CVE番号ベースで15件の脆弱性を修正
- 12.4.3 - 2016年8月2日
  - 他のデバイスで行ったプレイリストの変更がiTunesに反映されない問題を修正
- 12.5.1[注 7] - 2016年9月13日
  - iPhone、iPod touch、iPadのiOS 10に対応、iPhone 7およびiPhone 7 Plusに対応
  - macOS Sierraに正式に対応
  - AirPlayボタンの刷新
  - Apple Musicのデザインの刷新
- 12.5.2 - 2016年10月27日
  - Windows版のみ
  - 安定性とパフォーマンスの向上
- 12.5.4[注 8] - 2016年12月13日
  - Windows版のみ
  - iPhone、iPad、iPod touch、およびApple TV上での新しい「TV」アプリのサポートの追加
- 12.5.5 - 2017年1月27日
  - Windows版のみ
  - Windows 7以降に影響する脆弱性を修正
- 12.6 - 2017年3月21日
  - iOS 10.3およびtvOS 10.2でレンタルした映画の視聴に対応
- 12.6.1 - 2017年5月15日
  - Windows版のみ
  - WebKitに存在したメモリ破損の脆弱性を修正
- 12.6.2 - 2017年7月19日
  - 高DPIモニターのサポート（Windows版のみ）
  - 脆弱性の修正
- 12.6.3 - 2017年9月23日
  - App管理を必要とする開発者およびビジネスパートナーのために配布[7]
  - iPhone、iPod touch、iPadのiOS 11に対応
- 12.6.4 - 2018年4月3日
  - App管理を必要とする開発者およびビジネスパートナーのために配布[7][注 9]
- 12.6.5 - 2018年9月12日
  - App管理を必要とする開発者およびビジネスパートナーのために配布[7]
  - iPhone、iPod touch、iPadのiOS 12に対応
- 12.7 - 2017年9月12日
  - Apple TV（第1世代）とのメディア同期機能を削除
  - iPhone 8及びiPhone 8 Plusに対応
  - iTunesからApp、App Store、ブック（Windows版）が削除された。iPhone、iPod touch、iPadのAppの書類は、ファイル共有項目から操作するようになる
  - iTunes UはPodcastに統合。インターネットラジオはミュージックに統合
  - Apple Musicで曲を共有できるようになった
  - 脆弱性を修正
- 12.7.1 - 2017年-月-日
  - WebKitの脆弱性を修正
- 12.7.2 - 2017年12月6日
  - Mac: このアップデートによりパフォーマンスが向上
  - Windows: WebKitの脆弱性、APNサーバーにおけるプライバシー侵害の問題を修正。 パフォーマンスの向上
- 12.7.3 - 2018年1月25日
  - HomePod対応
- 12.7.4.76 - 2018年3月30日
  - ミュージックビデオ機能追加
- 12.7.4.80 - 2018年4月17日
- 12.7.5 - 2018年5月30日
  - 一部で発生していた、コンピュータからiPhone・iPadに画像を取り込めない不具合の修正
- 12.8 - 2018年7月9日
- 12.8.2 - 2019年1月23日
  - Mac版のみ
- 12.9 - 2018年9月12日
  - iPhone、iPod touch、iPadのiOS 12に対応
- 12.9.1 - 2018年10月31日
- 12.9.2 - 2018年12月5日
- 12.9.3 - 2019年1月24日
- 12.9.4 - 2019年3月27日
  - Apple Musicの「見つける」タブをアップデート
- 12.9.5 - 2019年5月28日
  - Apple Musicに「For You」タブを追加
- 12.9.6 - 2019年7月23日
- 12.10 - 2019年9月11日
  - iPhone、iPod touchのiOS 13およびiPadのiPadOSに対応
- 12.10.2 - 2019年10月30日
- 12.10.3 - 2019年12月11日
- 12.10.4 - 2020年1月28日
- 12.10.5 - 2020年3月24日
- 12.10.7 - 2020年5月21日
- 12.10.9 - 2020年9月16日
  - iPhone、iPod touchのiOS 14およびiPadのiPadOSに対応
- 12.10.11.2 - 2021年4月23日
  - Windows 7 および Windows 8.1 をサポートする最終バージョン
- 12.11 - 2020年11月17日
  - Windows版がWindows 10のみの対応となった。
- 12.11.3 - 2021年4月22日
- 12.12 - 2021年9月20日
  - iPhone、iPod touchのiOS 15およびiPadのiPadOSに対応するが、日本語環境等で起動しない不具合があった[8]
- 12.12.1 - 2021年9月23日[8]
  - 12.12の起動不能問題を修正
- 12.12.5 - 2022年9月14日
  - iPhoneのiOS 16に対応[注 10]

## Microsoft Storeへの公開
- 2018年4月26日に、Microsoft Storeにおいて公開された[9]。
- このバージョンは、デスクトップアプリをインストールできないWindows 10 Sのため、UWPアプリとして公開されたものと推測されている[10][11]。

## iTunes終了・廃止の誤解
2019年6月にmacOS Catalinaとそれに伴う「iTunes廃止」が発表された際、報道やSNSで「(iTunes Storeのことを指して) iTunesが終了」「Appleが音楽配信をApple Musicに一本化」といった勘違い・憶測に基づく誤解が広がった。原因として、iTunesとiTunes Storeという名称が（Macのアプリのことなのか、iTunes Storeの略なのか等）一般のユーザーにとって以前から区別しづらかったことが挙げられる（似た例としてApp StoreとApple Storeが日本語圏でも間違えられやすい）。
Macのアップデートによるミュージックへの移行後も、iTunes Storeにアクセスして曲、ミュージックビデオや着信音/通知音の購入、購入済みのものの再ダウンロードが可能である。また前述の通り、最新バージョンのiTunes for Windowsはオーディオブックとポッドキャスト用として残されている。

## iTunes for Windowsでの問題
- iTunesをインストールしたWindows PCのパフォーマンスが低下する、iTunesを起動したあとのパフォーマンスが低下（動作の低下）が起こるとNetworkworldのライターのAndy Patrizioから指摘されている[13][14]。
- iTunes for WindowsのデフォルトフォントがSegoe UIであるために日本語が綺麗に表示されないとの問題がある。これはもともとSegoe UIに日本語フォントが含まれないためである。

一部のユーザーがiTunesのプログラムファイルにあるフォント情報などが書かれたファイルを編集し、メイリオなどの日本語向けフォントに変更したことなどからiTunes 12.7以降のiTunesの日本語向けのファイルが編集できないようバイナリ化された。